# Phyllis Schlafly

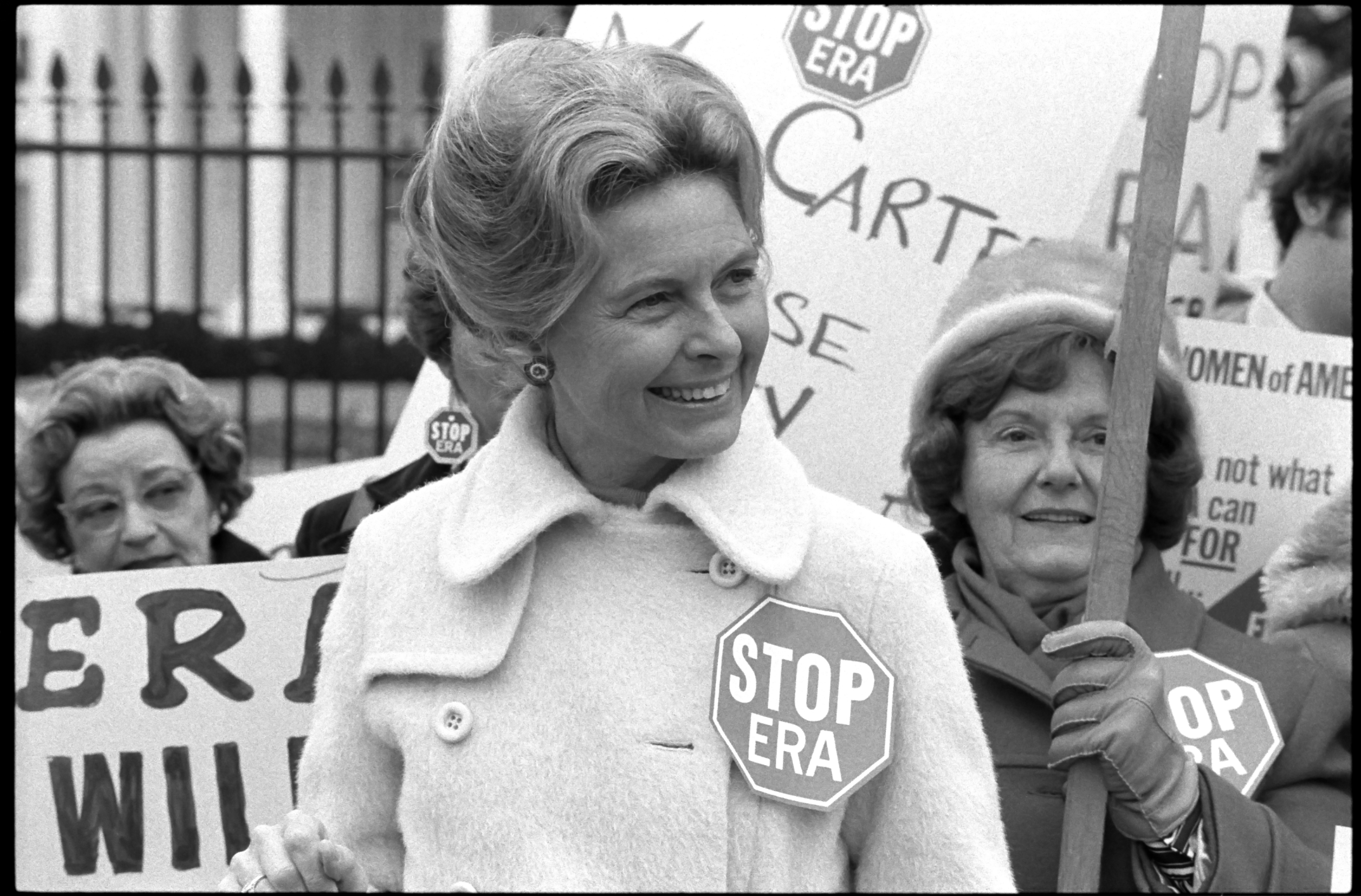
Schlafly in 1977 tegen een protest voor het Witte Huis

Phyllis McAlpin Stewart, later Phyllis Schlafly (Saint Louis, 15 augustus 1924 - Ladue, 5 september 2016) was een Amerikaans politiek conservatieve activiste en schrijfster. Ze werd omschreven als de moeder van de Amerikaanse conservatieve beweging. Ze was openlijk tegen feminisme en abortus. Ook homoseksualiteit keurde ze af. Ze werd vooral bekend door het leiden van de succesvolle campagne tegen de ratificatie van het amendement voor gelijke rechten in de Amerikaanse grondwet.

## Biografie
Phyllis McAlpin Stewart was de oudste dochter van twee van Odile Dodge en John Bruce Stewart die door de Grote Depressie werkloos werd. Daardoor ging haar moeder terug aan het werk als onderwijzeres om het gezin te onderhouden. De familie Stewart was een Schotse familie die in 1851 migreerde.
Stewart begon in het Maryville College en verkaste een jaar later naar de Washington Universiteit te St. Louis. In 1944 behaalde ze een Bachelor of Arts en in 1945 een Master of Arts aan het Radcliffe College. Haar PhD in rechten behaalde ze in 1978 eveneens aan de Washington Universiteit in St. Louis School of Law.
In 1972 richtte ze Eagle Forum op een conservatieve belangengroep waarvan ze tot aan haar dood aan het hoofd bleef staan.
Ze trouwde in 1949 met Fred Schlafly die in 1993 overleed en kreeg 6 kinderen. Haar zoon Andrew is de oprichter van Conservapedia.

## Erkentelijkheden
- 2020 - Mrs. America serie over de Equal Rights Amendment en het activisme van Schlafly, gespeeld door Cate Blanchett.

## Publicaties
Schlafly schreef meerdere boeken over conservatieve thema's waarvan onderstaande lijst een selectie is.
- A Choice Not an Echo (1964), ISBN 0-686-11486-8
- Grave Diggers (1964), met co-auteur Chester Ward ISBN 0-934640-03-3
- Strike from Space: A Megadeath Mystery (1965), ISBN 80-7507-634-6
- Safe Not Sorry (1967), ISBN 0-934640-06-8
- The Betrayers (1968)
- Mindszenty the Man (1972), met co-auteur Josef Vecsey (Cardinal Mindszenty Foundation, 1972)
- Kissinger on the Couch (1974), ISBN 0-87000-216-3
- Ambush at Vladivostok, with Chester Ward (1976), ISBN 0-934640-00-9
- The Power of the Positive Woman (1977), ISBN 0-87000-373-9
- The Power of the Christian Woman (1981), ISBN B0006E4X12
- The End of an Era (1982), ISBN 0-89526-659-8
- Equal Pay for UNequal Work (1984), ISBN 99950-3-143-4
- Child Abuse in the Classroom (1984), ISBN 0-89107-365-5
- Pornography's Victims (1987), ISBN 0-89107-423-6
- Who Will Rock the Cradle?: The Battle for Control of Child Care in America (1989), ISBN 978-0849931987
- First Reader (1994), ISBN 0-934640-24-6
- Turbo Reader (2001), ISBN 0-934640-16-5
- Feminist Fantasies, foreword by Ann Coulter (2003), ISBN 1-890626-46-5
- The Supremacists: The Tyranny of Judges And How to Stop It (2004), ISBN 1-890626-55-4
- The Flipside of Feminism: What Conservative Women Know—and Men Can't Say (2011), ISBN 978-1935071273
- No Higher Power: Obama's War on Religious Freedom (2012), ISBN 978-1621570127
- Who Killed the American Family? (2014), ISBN 978-1938067525
- A Choice Not an Echo: Updated and Expanded 50th Anniversary Edition (2014), ISBN 978-1621573159
- How the Republican Party Became Pro-Life (2016), ISBN 978-0-9884613-9-0
- The Conservative Case for Trump (2016), postuum met co-auteurs Ed Martin en Brett M. Decker ISBN 978-1-62157-628-0

- Bibsys: 90601342
- Bibliothèque nationale de France: cb15924044d (data)
- CiNii: DA1149236X
- Gemeinsame Normdatei: 131659782
- International Standard Name Identifier: 0000 0001 0331 9285
- Library of Congress Control Number: n79094543
- Nationale Bibliotheek van Letland: 000164859
- National Archives and Records Administration: 131517697
- Nationale Bibliotheek van Tsjechië: ola2009488212
- Nationale bibliotheek van Australië: 35480474
- Nationale Bibliotheek van Israël: 987007273657605171
- Nationale en Universitaire bibliotheek Zagreb: 000017076
- Nederlandse Thesaurus van Auteursnamen: 06914267X
- Istituto Centrale per il Catalogo Unico: USMV765158
- LIBRIS: 382382
- SNAC: w67764dq
- Système universitaire de documentation: 083278516
- Trove: 968298
- Virtual International Authority File: 13448129
- WorldCat: E39PBJwtpbJhFV3b7PdrHddqQq